# 亲缘系数
亲缘系数（英語：coefficient of relationship）是两个个体之间血缘关系（或生物学关系）程度的度量，由休厄尔·赖特于1922年定义，源自他在1921年对近交系数的定义。该衡量方法常用于遗传学和系譜學。近交系数用于单个个体，通常为父本与母本之间的亲缘系数的二分之一。
一般来说，近交程度越高，亲本之间的关系系数越接近1，以百分比表示，对于遗传关系很远的共同祖先的个体，其数值接近0。

## 亲缘系数
两个个体B和C之间的亲缘系数（r）可通过对它们与共同祖先相连的每条路径的系数进行求和获得。每条这样的线都经由一个共同的祖先将两个人连接起来，通过非共同祖先个体的次数不多于一次。相差n代的祖先A和后代O之间的路径系数如下：
{\displaystyle p_{AO}=2^{-n}\cdot {\sqrt {\frac {1+f_{A}}{1+f_{O}}}}}
其中fA和fO分别是A和O的近交系数。
亲缘系数rBC可通过对所有路径系数求和获得：
{\displaystyle r_{BC}=\sum {p_{AB}\cdot p_{AC}}}
假设谱系可以追溯到一个足够遥远的完全随机繁殖的种群（对于求和计算中的所有A，fA = 0），则r的定义可以简化为
{\displaystyle r_{BC}=\sum _{p}{2^{-L(p)}}}
其中p枚举连接经由一个共同祖先连接B和C的所有路径（即所有路径于共同祖先终止，不再经共同祖先向上追索到共同祖先的祖先），L(p)是路径p的长度。
举一个虚构的例子：假设两人在n = 5代前有32个共同祖先，但在4代以内无任何共同祖先，则他们的亲缘系数为
{\textstyle r=2^{n}\cdot 2^{-2n}=2^{-n}}，当n = 5时为{\textstyle 2^{-5}={\frac {1}{32}}}，约等于0.0313或3%。
相同条件下，可追索到十代前1024位祖先的两人的亲缘系数为r = 2-10 = 0.1%。如果双方个体的族谱在5代内已知，则r的值可以达到百分之几的准确度，如果已知至少10代，则精度为百分之零点几。20代前的共同祖先（人类谱系中大约对应500年的时间尺度）对r的贡献低于百万分之一。

## 人类关系

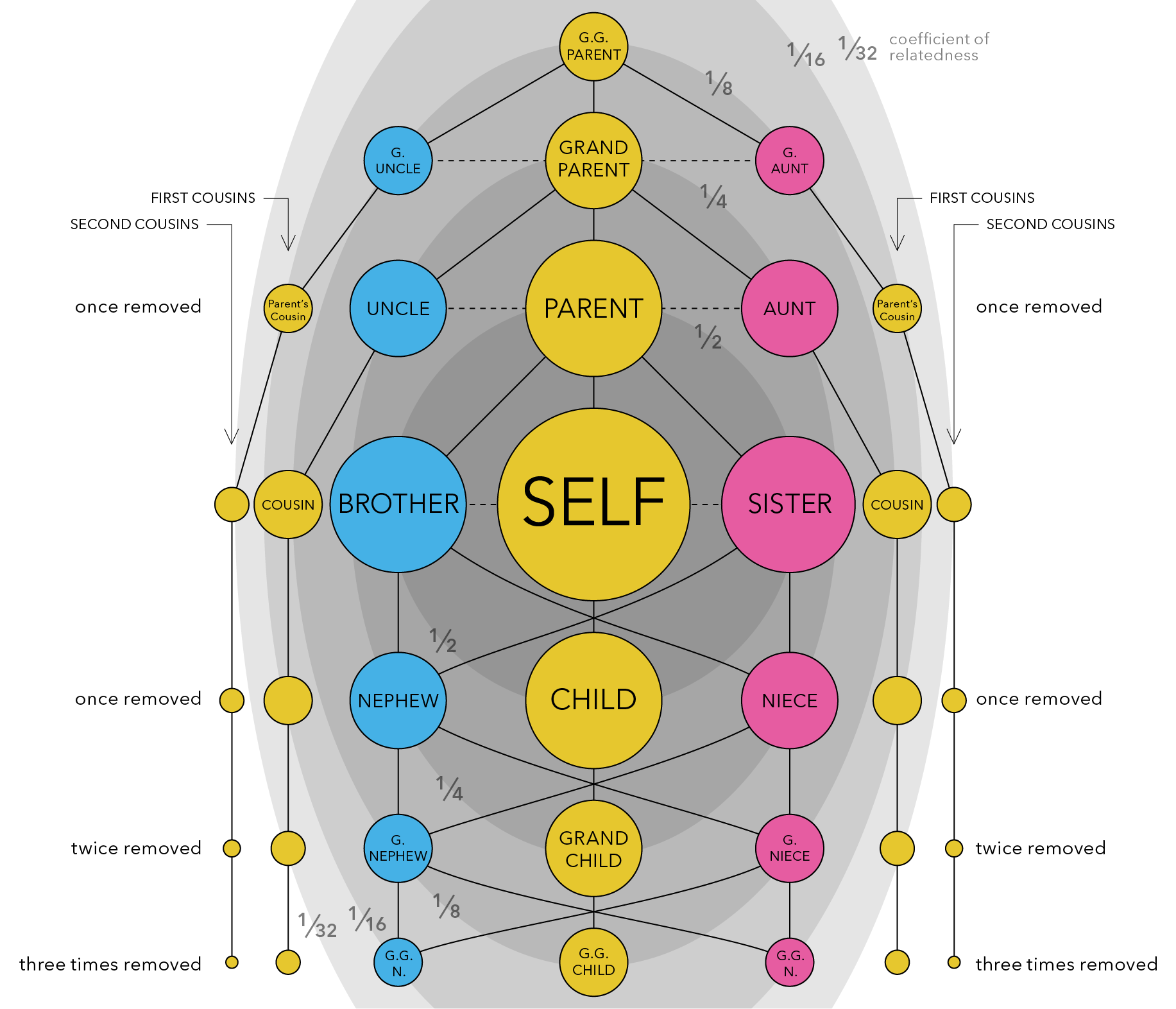
一般家庭关系图，其中每个彩色圆圈的面积已按相关系数的比例缩放。具有同等相关性的所有亲属都位于同一个灰色椭圆中。法定关系程度可以通过计算自己和亲戚之间的实线连接数来得到。

亲缘系数有时用于在人类家谱中量化表示亲属关系的程度。
在人类关系中，亲缘系数的值通常是根据相对较少代数的完整族谱来计算得出的，可能是三到四代。如上所述，这样计算的亲缘系数的值因而是一个下限，实际值有可能高出多达几个百分点。如果两人的完整家谱的已知深度为七代，则误差在1%以内。